# Cova de sa Cabana - Es Figueral de Moro
La cova de sa Cabana - Es Figueral de Moro és una cova artificial situada al lloc anomenat es Figueral de Moro de la possessió de sa Cabana del municipi de Llucmajor, Mallorca.
La cova es troba a la part més alta del terreny. És una cova artificial de dues entrades que aprofita una terrassa. Actualment hom no hi pot accedir car l'espessa vegetació n'impedeix el pas. Té una longitud del total de la planta d'uns 12 m, inclosos els accessos més un metre de separació entre ells. La fondària màxima és d'uns 8 m. Al voltant hi ha ceràmica excepte al vessant sud. Podria haver-hi una altra cova a l'est totalment tapada per grans pedres i la coberta caiguda en bloc.